# Hugo De Greef
Pour les articles homonymes, voir Greef.
Hugo De Greef est un directeur de théâtre belge né le 28 mars 1953 à Vlezenbeek dans la province du Brabant flamand.

## Biographie
Après avoir produit de nombreux spectacles de danse en Belgique (dont ceux d'Anne Teresa De Keersmaeker, Michèle Anne De Mey, Jan Fabre, Jan Lauwers et la Needcompany), Hugo De Greef fonde avec Josse De Pauw l'association Schaamte en 1978, qui fusionnera plus tard avec le Kaaitheater.
Programmateur au Kaaitheater de 1977 à 1997, De Greef est nommé en 1998 directeur artistique de Bruxelles Capitale européenne de la culture 2000, conseiller artistique au Festival van Vlaanderen en 1999, puis intendant de Bruges Capitale européenne de la culture 2002, de 2000 à 2003.
Il travaille ensuite quelque temps au cabinet du ministre flamand Bert Anciaux.
En mai 2007, il est nommé directeur général de Flagey. Il quitte Flagey en juin 2010 puis devient conseiller pour la politique culturelle internationale auprès de la ministre de la culture flamande Joke Schauvliege.
Depuis janvier 2013, il codirige l'association internationale Europe for Festivals / Festivals for Europe.